# 100 Millions !
Pour plus de détails, voir Fiche technique et Distribution.
100 Millions ! est une comédie française réalisée par Nath Dumont, sortie en 2025.

## Synopsis
Patrick et Suzanne peinent à honorer les échéances de leur crédit immobilier, d'autant plus que le salaire de Patrick est amputé des heures de la grève partielle dont il est le leader. Lorsqu’un notaire leur apprend qu'une lointaine cousine de Patrick leur a laissé un héritage de cent millions, leur vie change.

## Fiche technique
- Titre original : 100 Millions !
- Réalisation : Nath Dumont
- Scénario : Thibault Castan, Vivien Loiseau, Didier Messalati, Nicola Cuvelier
- Musique : Adrien Bekerman
- Décors : Sébastien Danos
- Costumes : Julie Guehria
- Photographie : Vincent Richard Marquis
- Son : François de Morant
- Montage : Quentin Boulay
- Sociétés de production : Les Films Manuel Munz ; Coup de Foudre Production, TF1 Films Production (coproduction) ; Oriane (production associée)
- Société de distribution : Paradis Films
- Budget : 5 millions d'euros[1]
- Pays de production :  France
- Langue originale : français
- Format : couleur — 2,39:1
- Genre : comédie
- Durée : 97 minutes
- Dates de sortie :
  - France : 27 février 2025 (avant-première à Chalon-sur-Saône)[2],[3] ; 26 mars 2025 (sortie nationale)

## Distribution
- Kad Merad : Patrick
- Michèle Laroque : Suzanne, épouse de Patrick
- Martin Karmann : Lucas, fils de Patrick et Suzanne
- Jade-Rose Parker : Amandine, fille de Patrick et Suzanne
- Fatsah Bouyahmed : Saïd, collègue de Patrick
- Guy Lecluyse : Bernard, collègue de Patrick
- Lionel Abelanski : Jérôme Gauthier
- Agustín Galiana : Juan, galeriste
- Michel Bompoil : Thierry Berthier, le patron de Patrick
- Maxime Lélue : Rajiv, l'associé de Lucas
- Arièle Semenoff : Marie-France, la mère de Suzanne
- Didier Flamand : Jacques, le père de Suzanne
- Ludovic Berthillot : Patrick F.O.
- Jean-Michel Lahmi : le notaire
- Sören Prévost : M. Troadec, le banquier
- Jean-Louis Barcelona : le maître d'hôtel
- Bruno Le Millin : le commissaire-priseur
- Anne-Claire Coudray : elle-même

## Production
Le tournage a lieu de mi-août à début septembre 2024 à Chalon-sur-Saône et dans ses environs,.